# Elizabeth Brown (astrònoma)
Elizabeth Brown   (Cirencester, 6 d'agost de 1830 - Cirencester, 5 de març de 1899) va ser una astrònoma britànica especialitzada en observació solar, concretament en taques solars i eclipsis solars. També va tenir un paper decisiu en la creació de la British Astronomical Association.
L'Elizabeth va néixer a Cirencester, Gloucestershire. El seu pare, Thomas Brown, la va introduir al telescopi, amb el qual va començar a observar les taques solars. Amb la mort del seu pare als 91 anys, es va alliberar dels deures domèstics i va començar per viatjar pel món per a enregistrar les seves observacions. Va publicar dos llibres anònimament en els seus viatges.
No només va viatjar, sinó que l'any 1883 es va unir a la Liverpool Astronomical Society, que en aquella època funcionava com una associació d'astrònoms amateurs al llarg de la Gran Bretanya més que una mera organització local. Brown va fer un viatge d'unes de 140 milles des de la seva casa prop de Cirencester fins a Liverpool per a assistir a les reunions. Poc després va esdevenir la directora de la Solar Seccion (Secció Solar). Brown va tenir una funció central organitzant, l'any 1890, la formació de la British Astronomical Association, coordinant el treball d'astrònoms aficionats. Va esdevenir la directora de la Secció Solar d'aquesta associació i va ocupar aquesta posició fins a la seva mort dins 1899. També va contribuir a les activitats d'altres seccions, incloent observacions de la lluna, d'estrelles variables i del color de les estrelles.
La British Astronomical Association va acceptar que dones esdevinguessin membres des del seu inici, a diferència de la Societat Astronòmica Reial. Brown era una de les tres dones proposades per formar part de la Societat Astronòmica Reial l'any 1892, però totes tres van fallar a l'hora d'atreure suficients vots per ser escollides (les altres dues dones proposades eren l'Alice Everett i l'Annie Russell; similarment, l'elecció de l'Isis Pogson va ser refusada el 1886; i les primeres dones van ser escollides l'any 1915).
L'Elizabeth Brown va fer llargs viatjes buscant eclipsis solars, una aventura que descriu a la seva obra Pursuit of a Shadow (En persecució d'una Ombra) (1887). El títol del llibre revela la influència del meteoròleg Luke Howard, que va utilitzar aquesta frase per descriure la seva feina sobre els núvols. Un segon conjunt de memòries, Caught in the Tropics (Atrapada als Tròpics), va aparèixer el 1890. El seu treball en l'enregistrament diari de taques solars, que incloïa dibuixos meticulosos, li van propiciar una reputació que destacava entre els astrònoms de la seva època.